# De Nieuwe Linie

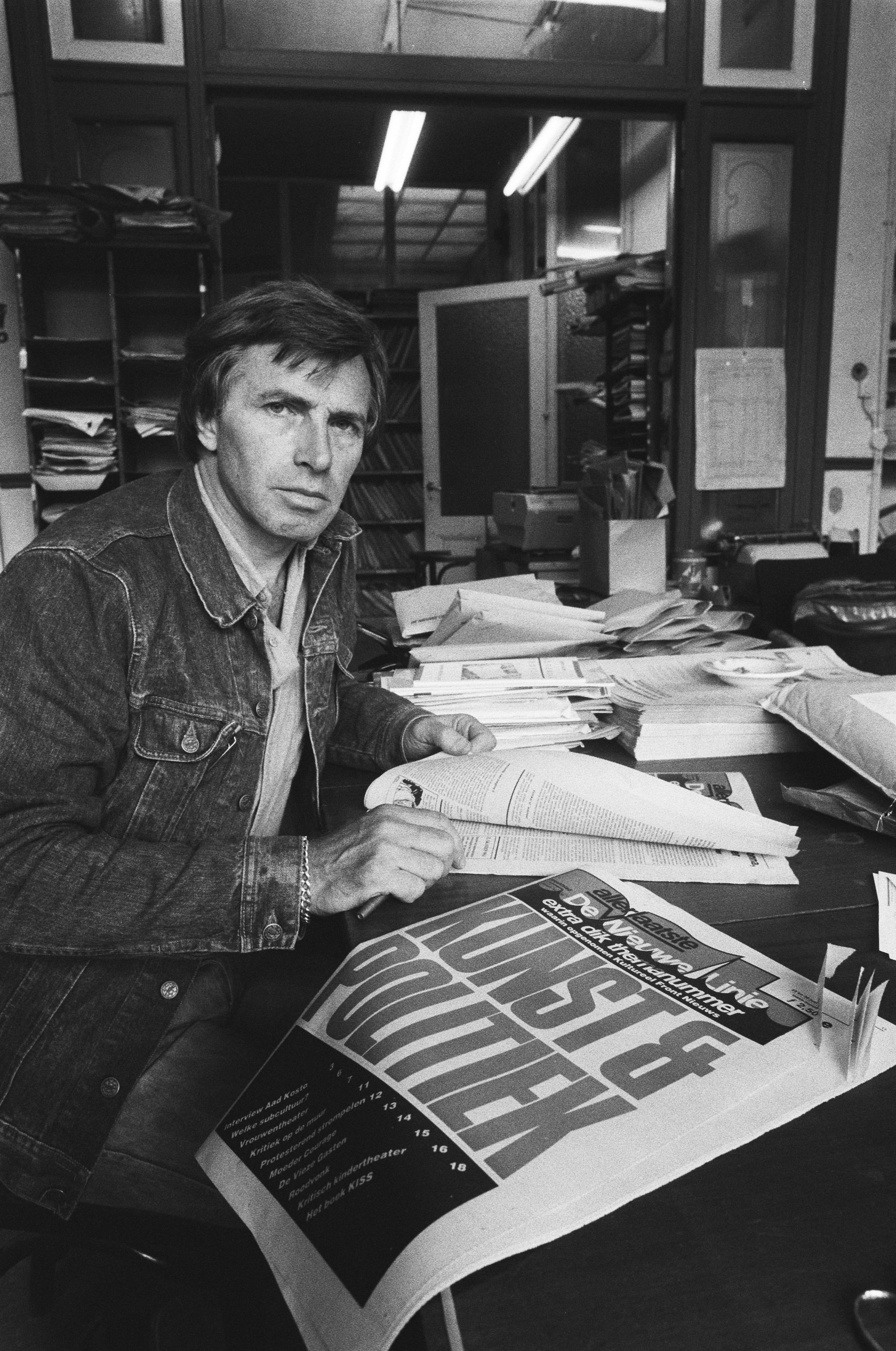
Uitgever Hiero Oosterbaan met laatste nummer De Nieuwe Linie

De Nieuwe Linie was een Nederlands opinieweekblad dat verscheen tussen 1963 en 1982.

## Geschiedenis
De Nieuwe Linie was de opvolger van het katholieke, door jezuïeten opgerichte weekblad De Linie, waarvan het eerste nummer op 29 maart 1946 was verschenen. Op 4 mei 1963 werd het blad omgedoopt in De Nieuwe Linie, nadat een noodkreet begin 1963 omtrent de sterk dalende oplage had geleid tot een toevloed van nieuwe abonnees. Nadien kreeg het blad gaandeweg een uitgesproken progressieve signatuur. 

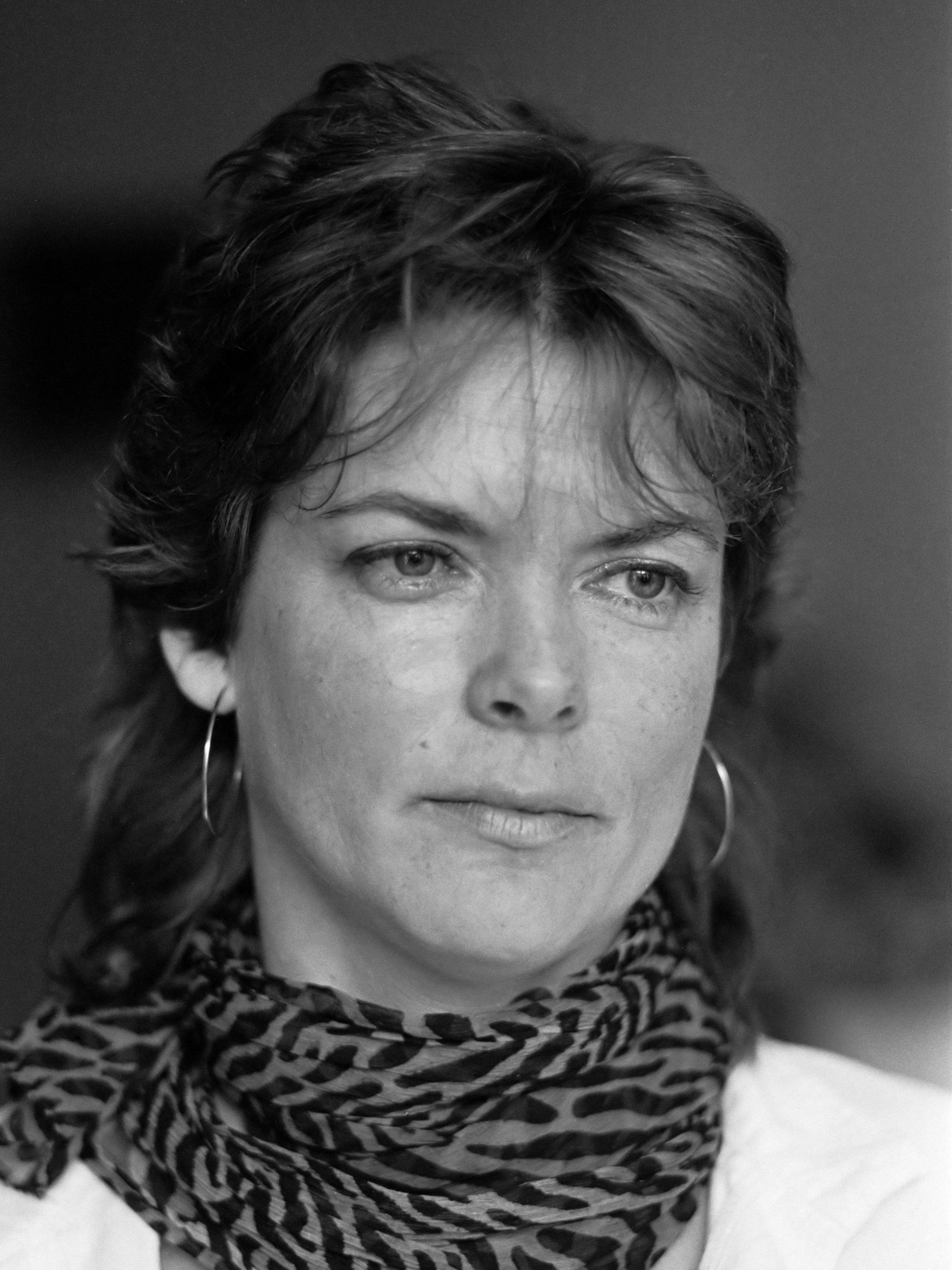
Marjo van Soest (1984)

In 1966 ging Teixeira de Mattos, de bank waar De Nieuwe Linie financieel afhankelijk van was, failliet. Voor 22.001 gulden ging het blad daarna over in handen van hoofdredacteur Gerard van den Boomen (1922-2021). Gerard de Bruijn werd in juni 1975 zijn opvolger. Nadat hij in mei 1976 door de redactie was afgezet, kreeg Marjo van Soest de dagelijkse leiding.
In november 1977 besloot Opinie BV, de uitgever van De Nieuwe Linie (met als voornaamste aandeelhouder Gerard van den Boomen), de uitgave van het blad te staken. Alle redacteuren werd ontslag aangezegd. Van den Boomen richtte vervolgens BV De Nieuwe Linie op en zette het blad alleen voort.
In januari 1978 ging De Nieuwe Linie van krantenformaat over op tabloidformaat. Nadat de oplage tot krap 3.000 exemplaren was teruggelopen, verscheen op 23 juni 1982 het laatste nummer. In mei 2013 werd, opnieuw onder leiding van Gerard van den Boomen, een digitaal jubileumnummer van De Nieuwe Linie gemaakt, ter gelegenheid van het vijftigste geboortejaar.

## Oplage
De oplage was:
- 1966: 27.000
- 1970: 21.997
- 1975: 16.654
- 1977: 09.259
- 1979: 05.837
- 1980: 04.775